# Oreogrammitis
Oreogrammitis, rod pravih paprati (papratnice) iz potporodice Grammitidoideae,. dio porodice Polypodiaceae, red Polypodiales. Kew ovaj rod tretira kao sinonim za Grammitis.
Postoji 191 vrsta u tropskoj Azili, Pacifiku i Australiji. Rod je opisan u Philippine Journal of Science 12: 64. 1917.. Tipična je Oreogrammitis clemensiae Copel.. 

## Vrste
1. Oreogrammitis abebaion (Alderw.) Parris & Sundue
2. Oreogrammitis adspersa (Blume) Parris
3. Oreogrammitis ahenobarba (Parris) Parris & Sundue
4. Oreogrammitis albosetosa (F.M.Bailey) Parris
5. Oreogrammitis allocota (Alderw.) Parris & Sundue
6. Oreogrammitis alstonii Parris; sp. nov. in prep.
7. Oreogrammitis alta (Parris) Parris
8. Oreogrammitis antipodalis (Copel.) Parris
9. Oreogrammitis archboldii (C.Chr.) Parris
10. Oreogrammitis atrostipes Parris; sp. nov. in prep.
11. Oreogrammitis attenuata (Kunze) Parris
12. Oreogrammitis austroindica (Parris) Parris
13. Oreogrammitis baldwinii (Baker) Parris
14. Oreogrammitis bongoensis (Copel.) Parris
15. Oreogrammitis brassii (Copel.) Parris
16. Oreogrammitis caespitosa (Blume) Parris
17. Oreogrammitis carrii Parris; sp. nov. in prep.
18. Oreogrammitis celata Parris; sp. nov. in prep.
19. Oreogrammitis celebica Parris; sp. nov. in prep.
20. Oreogrammitis ceratocarpa (Copel.) Parris
21. Oreogrammitis cervicornis (Alderw.) Parris
22. Oreogrammitis cheesemanii (Parris) Parris & Sundue
23. Oreogrammitis christophersenii (Copel.) Parris
24. Oreogrammitis clandestina Parris; sp. nov. in prep.
25. Oreogrammitis clavata (Parris) Parris
26. Oreogrammitis clavipila (Parris) Parris & Sundue
27. Oreogrammitis clemensiae Copel.
28. Oreogrammitis collina (Parris) Parris
29. Oreogrammitis conformis (Brack.) Parris
30. Oreogrammitis congener (Blume) Parris
31. Oreogrammitis conjunctisora (Baker) Parris & Sundue
32. Oreogrammitis coredrosora (Alderw.) Parris & Sundue
33. Oreogrammitis crenulata (Parris) Parris & Sundue
34. Oreogrammitis crinifera (Parris) Parris
35. Oreogrammitis crispatula (Holttum) Parris
36. Oreogrammitis ctenoidea (Brause) Parris & Sundue
37. Oreogrammitis curtipila (Parris) Parris
38. Oreogrammitis curtisii (Baker) Parris & Sundue
39. Oreogrammitis debilifolia (Copel.) Parris
40. Oreogrammitis dictymioides (Copel.) Parris
41. Oreogrammitis dissimulans Parris
42. Oreogrammitis distincta Parris; sp. nov. in prep.
43. Oreogrammitis dolichosora (Copel.) Parris
44. Oreogrammitis dorsipila (Christ) Parris
45. Oreogrammitis elata Parris; sp. nov. in prep.
46. Oreogrammitis excelsa (Parris) Parris
47. Oreogrammitis exilis Parris; sp. nov. in prep.
48. Oreogrammitis fasciata (Blume) Parris
49. Oreogrammitis fenicis (Copel.) Parris
50. Oreogrammitis flavovirens (Alston) Parris
51. Oreogrammitis forbesiana (W.H.Wagner) Parris
52. Oreogrammitis frigida (Ridl.) Parris
53. Oreogrammitis gardettei Parris; sp. nov. in prep.
54. Oreogrammitis gibbsiae Parris; sp. nov. in prep.
55. Oreogrammitis glabrata (Brownlie) Parris
56. Oreogrammitis glossophylla (Parris) Parris
57. Oreogrammitis graminella (C.Chr.) Parris & Sundue
58. Oreogrammitis graniticola Parris; sp. nov. in prep.
59. Oreogrammitis habbemensis (Copel.) Parris
60. Oreogrammitis hainanensis Parris
61. Oreogrammitis halconensis (Copel.) Parris & Sundue
62. Oreogrammitis hirtella (Blume) Parris & Sundue
63. Oreogrammitis hirtelloides (Copel.) Parris & Sundue
64. Oreogrammitis hirtiformis (Rosenst.) Parris & Sundue
65. Oreogrammitis hispida (Copel.) Parris
66. Oreogrammitis holttumii (Copel.) Parris & Sundue
67. Oreogrammitis hookeri (Brack.) Parris
68. Oreogrammitis ilanensis (T.C.Hsu) T.C.Hsu
69. Oreogrammitis imberbis (Parris) Parris
70. Oreogrammitis incognita Parris; sp. nov. in prep.
71. Oreogrammitis inconstans (Alderw.) Parris
72. Oreogrammitis insularis (Copel.) Parris
73. Oreogrammitis interrupta (Baker) Parris
74. Oreogrammitis jagoriana (Mett.) Parris & Sundue
75. Oreogrammitis jeraiensis (Parris) Parris
76. Oreogrammitis kanikehensis Parris; sp. nov. in prep.
77. Oreogrammitis katoi Parris; sp. nov. in prep.
78. Oreogrammitis kinabaluensis (Copel.) Parris & Sundue
79. Oreogrammitis kjellbergii (C.Chr.) Parris
80. Oreogrammitis knutsfordiana (Baker) Parris
81. Oreogrammitis kunstleri Parris
82. Oreogrammitis leonardii (Parris) Parris
83. Oreogrammitis ligulata (Baker) Parris & Sundue
84. Oreogrammitis locellata (Baker) Parris
85. Oreogrammitis loculosa (Alderw.) Parris
86. Oreogrammitis loheriana (Christ) Parris & Sundue
87. Oreogrammitis longiceps (Rosenst.) Parris
88. Oreogrammitis maireaui (Copel.) Parris
89. Oreogrammitis malayensis Parris
90. Oreogrammitis manuselensis Parris; sp. nov. in prep.
91. Oreogrammitis marivelesensis (Copel.) Parris
92. Oreogrammitis medialis (Baker) Parris
93. Oreogrammitis meijer-dreesii (Copel.) Parris
94. Oreogrammitis merrillii (Copel.) Parris
95. Oreogrammitis mesocarpa (Alderw.) Parris
96. Oreogrammitis miltiblepharis (Copel.) Parris
97. Oreogrammitis mollipila (Baker) Parris
98. Oreogrammitis mollis Parris; sp. nov. in prep.
99. Oreogrammitis montana (Parris) Parris
100. Oreogrammitis monticola (Sledge) Parris
101. Oreogrammitis moorei (Parris & Ralf Knapp) T.C.Hsu
102. Oreogrammitis multifolia (Copel.) Parris & Sundue
103. Oreogrammitis murrayana (C.Chr.) Parris
104. Oreogrammitis murudensis Parris; sp. nov. in prep.
105. Oreogrammitis muscicola Parris; sp. nov. in prep.
106. Oreogrammitis nana (Fée) Parris
107. Oreogrammitis natunae Parris; sp. nov. in prep.
108. Oreogrammitis neocaledonica (Copel.) Parris
109. Oreogrammitis nigropaleata (Copel.) Parris
110. Oreogrammitis nipponica (Tagawa & K.Iwats.) Parris
111. Oreogrammitis nubicola Parris; sp. nov. in prep.
112. Oreogrammitis oblanceolata (Baker) Parris
113. Oreogrammitis oncobasis (M.G.Price) Parris
114. Oreogrammitis ornatissima (Rosenst.) Parris & Sundue
115. Oreogrammitis padangensis (Baker) Parris
116. Oreogrammitis palauensis (Hosok.) Parris
117. Oreogrammitis papuensis (Alderw.) Parris
118. Oreogrammitis parva (Brause) Parris & Sundue
119. Oreogrammitis parvula Parris
120. Oreogrammitis peninsularis (Copel.) Parris & Sundue
121. Oreogrammitis peregrina Parris
122. Oreogrammitis pilifera (Ravi & J.Joseph) Parris
123. Oreogrammitis pilosiuscula (Blume) Parris
124. Oreogrammitis piruensis (M.Kato & Parris) Parris
125. Oreogrammitis plana (Alderw.) Parris & Sundue
126. Oreogrammitis pleurogrammoides (Rosenst.) Parris
127. Oreogrammitis polita (Brause) Parris
128. Oreogrammitis pseudallocota Parris; sp. nov. ined.
129. Oreogrammitis pseudolocellata (Parris) Parris
130. Oreogrammitis pseudospiralis (Alderw.) Parris
131. Oreogrammitis pseudoxiphopteris (Parris) Parris & Sundue
132. Oreogrammitis pubinervis (Blume) Parris
133. Oreogrammitis pullei (Alston) Parris & Sundue
134. Oreogrammitis queenslandica (Parris) Parris
135. Oreogrammitis raiateensis (J.W.Moore) Parris
136. Oreogrammitis ramicola Parris; sp. nov. in prep.
137. Oreogrammitis reducta (Alderw.) Parris & Sundue
138. Oreogrammitis reinwardtii (Blume) Parris
139. Oreogrammitis reinwardtioides (Copel.) Parris
140. Oreogrammitis reptans (Parris) Parris
141. Oreogrammitis rivularis (Parris) Parris
142. Oreogrammitis rupestris (Parris) Parris
143. Oreogrammitis rupicola Parris
144. Oreogrammitis salticola (Parris) Parris
145. Oreogrammitis sarawakensis (Parris) Parris & Sundue
146. Oreogrammitis scabristipes (Baker) Parris
147. Oreogrammitis scleroglossoides (Copel.) Parris
148. Oreogrammitis setigera (Blume) T.C.Hsu
149. Oreogrammitis setosa (Blume) Parris
150. Oreogrammitis setulifera (Alderw.) Parris
151. Oreogrammitis silvicola (Parris) Parris & Sundue
152. Oreogrammitis similis Parris; sp. nov. in prep.
153. Oreogrammitis simplicivenia Parris; sp. nov. in prep.
154. Oreogrammitis sinohirtella Parris
155. Oreogrammitis sledgei (Parris) Parris
156. Oreogrammitis subdichotoma (Racib. ex Alderw.) Parris
157. Oreogrammitis subfasciata (Rosenst.) Parris
158. Oreogrammitis subnervosa (T.C.Hsu) T.C.Hsu
159. Oreogrammitis subpinnatifida (Blume) Parris & Sundue
160. Oreogrammitis subreticulata (Copel.) Parris
161. Oreogrammitis subspathulata (Brack.) Parris
162. Oreogrammitis subtenuis Parris; sp. nov. in prep.
163. Oreogrammitis sumatrana (Baker) Parris
164. Oreogrammitis taeniophylla (Parris) Parris
165. Oreogrammitis taiwanensis (Parris & Ralf Knapp) T.C.Hsu
166. Oreogrammitis taxodioides (Baker) Parris & Sundue
167. Oreogrammitis tehoruensis (M.Kato & Parris) Parris & Sundue
168. Oreogrammitis temehaniensis (J.W.Moore) Parris
169. Oreogrammitis tenella Parris; sp. nov. in prep.
170. Oreogrammitis tenuis (Parris) Parris
171. Oreogrammitis tenuisecta (Blume) T.C.Hsu
172. Oreogrammitis tidorensis Parris; sp. nov. in prep.
173. Oreogrammitis tomaculosa (Parris) Parris
174. Oreogrammitis torricelliana (Brause) Parris
175. Oreogrammitis translucens Parris & Jaman
176. Oreogrammitis trichopoda (F.Muell.) Parris
177. Oreogrammitis trogophylla (Copel.) Parris
178. Oreogrammitis tuberculata (Parris) Parris & Sundue
179. Oreogrammitis tuyamae (H.Ohba) Parris
180. Oreogrammitis uapensis (E.D.Br.) Parris
181. Oreogrammitis ultramaficola Parris; sp. nov. in prep.
182. Oreogrammitis universa (Baker) Parris
183. Oreogrammitis velutina (Parris) Parris
184. Oreogrammitis viridula (Alderw.) Parris
185. Oreogrammitis vittariifolia (C.Chr.) Parris
186. Oreogrammitis wallii (Bedd.) Parris
187. Oreogrammitis whitmeei (Baker) Parris
188. Oreogrammitis wurunuran (Parris) Parris
189. Oreogrammitis xiphopteroides Parris; sp. nov. in prep.
190. Oreogrammitis yoderi (Copel.) Parris & Sundue
191. Oreogrammitis zeylanica (Fée) Parris

## Sinonimi
- Radiogrammitis Parris; Gard. Bull. Singapore 58(2): 240 (2007)
- Themelium (T.Moore) Parris; Kew Bull. 52(3): 737-738 (1997)